# عبدالعزیز دوری
عبدالعزیز دوری (به عربی: عبد العزیز الدوری) (۱۹۱۹ بغداد – ۱۹ نوامبر ۲۰۱۰ امان) وی زاده روستای دور از استان صلاح‌الدین عراق است. او دکترای تاریخ و قدیمیترین تاریخ‌نگار تاریخ و تمدن اسلامی در جهان عرب به شمار می‌رود. وی به سبب خدماتش به «شیخ‌المورخین» در میان اعراب شهره شده‌است.
پیکر وی روز ۸ آبان ۱۳۸۹ در قبرستان سحاب در شرق شهر امان پایتخت اردن به خاک سپرده شد.

## تحصیلات
وی پس از گذراندن تحصیلات ابتدایی در زادگاهش، برای آموختن تحصیلات تکمیلی به بریتانیا رفت. در سال ۱۹۴۰ با رتبه ممتازی توانست لیسانس خود در رشته تاریخ را از دانشگاه لندن کسب کند. همچنین دو سال بعد توانست مدرک دکتری خود را در همان دانشگاه حاصل نماید.

## فعالیت‌ها
بعد از اخذ مدرک دکتری به کشورش بازگشت و در دارالمعلمین عالی بغداد به آموزگاری پرداخت. با تأسیس دانشگاه بغداد در دانشکده ادبیات و علوم انسانی این دانشگاه به تدریس تاریخ پرداخت. طی سال‌های ۱۹۴۹ تا ۱۹۵۸ به ریاست دانشکده تاریخ منصوب شد. از سال ۱۹۶۰ تا ۱۹۶۲ استاد مهمان دانشگاه آمریکایی بیروت بود. پس از آن به مدت ۴ سال ریاست کل دانشگاه بغداد را بر عهده داشت. در نهایت، از سال ۱۹۶۷ به اردن مهاجرت کرد و استادی تاریخ دانشگاه پادشاهی اردن را عهده‌دار شد.

## آثار
مهمترین کتابهای تألیفی وی عبارتند از:
- النظم الإسلامیة (به فارسی: تشکیلات و نظام‌های اسلامی) (تألیف ۱۹۸۸)
- نشأة علم التاریخ عند العرب (به فارسی: پیدایش علم تاریخ‌نگاری نزد اعراب)
- مقدمة فی تاریخ صدر الإسلام (به فارسی: مقدمه‌ای بر تاریخ صدر اسلام) (تألیف ۱۹۵۹)
- مقدمة فی تاریخ الإقتصادی العربی (به فارسی: مقدمه‌ای بر تاریخ اقتصادی عرب) (تألیف ۲۰۰۷)
- العصر العباسی الأول (به فارسی: دورهٔ اول عصر حکومت عباسی) (تألیف ۱۹۴۳)
- دراسات فی العصور العباسیة المتأخرة (به فارسی: تحقیقاتی در دوره‌های پسین حکومت عباسی)
- الجذور التاریخیة للقومیة العربیه (به فارسی: ریشه‌های تاریخی نژاد عرب) (تألیف ۱۹۶۰)